# Shirley (Indiana)
Shirley è un comune degli Stati Uniti d'America, situato nello Stato dell'Indiana, diviso tra la contea di Hancock e la contea di Henry.